# منطقه حفاظت‌شده باغ شادی
 منطقه حفاظت شده باغ شادی  در ۳۰ کیلومتری جنوب شهرستان خاتم در مرز بین استان یزد و استان فارس واقع شده‌است. این جاذبه طبیعی از شهر هرات در حدود ۳۸ کیلومتر فاصله دارد. شهر هرات مرکز شهرستان خاتم بوده و در جنوبی‌ترین نقطهٔ استان یزد قرار گرفته‌است. 
این منطقهٔ وسیع جنگلی که در بین دو استان فارس و استان یزد واقع شده، مساحتی در حدود ۳۴۰۰۰ هکتار را به خود اختصاص داده که ۲۰٫۰۰۰ هکتار از این مساحت درخت و ۱۴٫۰۰۰ هکتار آن مزارع غیر درخت است. این مناطق جنگلی پوشیده از درخت‌های جنگلی بوده که شامل جنگل‌های چاه منج، بختیاری، قناتو، باغ معدن و باغ شادی است.

## مساحت
از مساحت کل استان یزد که معادل ۱۲٬۸۴۶٬۳۲۹ هکتار می‌باشد سطحی برابر ۱۸۳٬۹۲۳ هکتار را جنگل اعم از طبیعی و دست کاشت تشکیل می‌دهد.
«جنگل: عبارت‌ است از یک جامعه زیستی متشکل از درختان و درختچه‌ها و گیاهان علفی و جانواران که تحت تأثیر محیط ایجاد شده و قادر به ادامه حیات به‌طور مستقل می‌باشد» با توجه به شرایط اقلیمی گرم و خشک و کویری حاکم بر استان یزد درصد زیادی از مساحت آن را اراضی لخت و فاقد پوشش گیاهی پوشانده‌است و بخش کمی از آن را اراضی جنگلی تشکیل می‌دهد.
جنگل باغ شادی (بنه و بادام) هرات: در جنوبی‌ترین نقطه استان یزد در شهرستان خاتم منطقه جنگلی باغ شادی وجود دارد که از لحاظ نوع و ترکیب و وسعت در استان منحصر به فرد است ولی به جهت شرایط اکولوژیک حساس و شکننده منطقه و فشار بی‌امان و بسیار زیاد دام خسارات جبران ناپذیری به گونه‌های با ارزش بنه و بادام منطقه وارد آمده‌است. مساحت محدوده جنگلی هکتار می‌باشد. که در ۲۵ کیلومتری مرکز دهستان چاهک از توابع بخش مرکزی شهرستان خاتم قراردارد. از طرف شمال به محدوده سامان کندر و باغ شادی از طرف غرب به کوه سربره از طرف جنوب به روستای باغ معدن و از طرف شرق به جاده فرعی بختیاری باغ شادی محدود می‌گردد. این محدوده در بین عرض‌های جغرافیایی ۵۵ ۴۸ ۲۹ و ۴۷ ۲۹ و طول جغرافیایی ۳۳ ۰۶ ۵۴ و ۵۰ ۰۹ ۵۴ واقع می‌باشد. فاصله منطقه تا مرکز شهرستان حدود ۳۰ کیلومتر و تا مرکز استان ۲۷۰ کیلومتری می‌باشد.

## پوشش جانوری منطقه
زیستگاه‌های پستانداران در منطقه حفاظت‌شده باغ شادی شامل جنگلی کوهستانی با شیب تند، دشتی بیابانی، تپه‌ماهوری و کوهپایه، باغات و… می‌شود و تاکنون در آن، تعداد ۱۸ گونه پستاندار از ۱۳ خانواده شناسایی شده‌است. بسیاری از پستانداران گوشت‌خوار منطقه بنا بر ارجحیت فراوانی غذا و پناه، زیستگاه‌های متنوعی در محیط‌های جنگلی، دشتی، کوهپایه‌ای، کوهستانی، کشتزار و بیابانی دارند. خرس قهوه‌ای به‌عنوان شاخص‌ترین و مهم‌ترین پستاندار تیپ کوهستانی جنگلی منطقه از خانواده خرس‌ها، کاراکال از گربه‌سانان، کفتار از خانواده کفتارها، روباه معمولی و شنی، شغال و گرگ از خانواده سگ‌سانان، گراز و خوک وحشی از مهم‌ترین گونه‌های حیات‌وحش این منطقه هستند و اخیراً، گوزن زرد ایرانی نیز در حال تکثیر می‌باشد. قوچ و میش، اصلی‌ترین پستاندار تیپ تپه‌ماهوری کوهپایه‌ای است که در این منطقه منقرض شده و گله‌های گراز جای آن‌ها را گرفته‌اند. بیشترین پستاندارانی که در مناطق استپی جنگل باغ شادی زیست می‌کنند، شامل گونه‌های کاراکال، روباه شنی، رودک عسل خوار و کفتار می‌شوند. 